# Watertoren (Oostende Populierendreef)
De watertoren aan de Populierendreef in het Maria Hendrikapark in Oostende werd voltooid in 1961 om de oude watertoren te vervangen.
Omdat de toenmalige watertoren aan de Mercatorlaan niet meer kon voorzien in de toenemende vraag naar een hogere waterduk voor de bovenste verdiepingen van de appartementencomplexen in Oostende, werd er in de jaren vijftig besloten om een nieuwe toren te bouwen. De eerste steen werd op 18 juli 1959 gelegd en de toren werd in maart 1961 in gebruik genomen. Voor het ontwerp tekende Felix Riessauw.

## Beschrijving
De betonnen constructie van 71 meter hoog is afgewerkt met gele baksteen. De toren van het type B1 vertoont geen uitwendig onderscheid tussen de voet en de kuip. De toren versmalt naar boven en is spaarzaam voorzien van rechthoekige muuropeningen. Het waterreservoir heeft een capaciteit van 1000 kubieke meter. Binnenin werd een liftkoker voorzien ten dienste van een geplande consumptieruimte met panoramisch uitzicht. Deze plannen werden echter nooit uitgevoerd en de liftschacht werd vrij snel na de voltooiing van de toren dichtgemetseld.
Een gedenksteen vermeldt de tekst:

"OP 18 JULI 1959 WERD DEZE EERSTE STEEN VAN DE WATERTOREN GELEGD DOOR ZIJNE EXCELLENTIE DE HEER PAUL MEYERS, MINISTER VAN VOLKSGEZONDHEID EN VAN HET GEZIN, IN AANWEZIGHEID VAN DE HEREN J. PIERS, BURGEMEESTER, R. DE KINDER, K. DEHOUCK, H. EDEBAU, F. VAN CAILLIE, J. LAUWEREINS, SCHEPENEN EN M. SURMONT, STADSSECRETARIS. ONTWERPER : IR. F.G. RIESSAUW, GENT. AANNEMER : NV VANONKELEN, TIENEN."

Ardooie ·
Beernem Bulscampveld ·
Beernem Reigerlostraat ·
Bellegem Kleine Perijkelstraat ·
Blankenberge ·
Bredene Dorpstraat ·
Brugge Generaal Lemanlaan ·
Brugge Koning Leopold III Laan ·
Brugge Schaakstraat ·
Brugge Koning Albertlaan ·
Brugge Gentpoortvest ·
Brugge Kustlaan ·
Brugge Lissewegsesteenweg ·
Brugge Sint-Michielsestraat ·
De Haan Drift ·
De Haan Wenduinesteenweg ·
De Panne ·
Duinbergen ·
Gullegem ·
Heist ·
Hooglede ·
Ieper Dikkebusseweg ·
Ieper Elverdingsestraat ·
Izegem Schardouwstraat ·
Izegem Zwingelaarstraat ·
Knokke-Heist Arcadelaan ·
Koekelare ·
Kortemark ·
Kortrijk Doorniksesteenweg ·
Kortrijk Markesteenweg ·
Kuurne ·
Lichtervelde ·
Lombardsijde ·
Menen ·
Middelkerke Logierlaan ·
Middelkerke Zeedijk ·
Oedelem ·
Oostduinkerke ·
Oostende Konterdamkaai ·
Oostende Mercatorlaan ·
Oostende Leopoldpark ·
Oostende Maria Hendrikapark ·
Oostende Populierendreef ·
Oostende Dokter Eduard Moreauxlaan ·
Passendale ·
Poperinge ·
Roeselare ·
Roksem ·
Tielt ·
Torhout ·
Waregem ·
Wenduine ·
Wevelgem ·
Westende ·
Zeebrugge Blondeellaan ·
Zeebrugge Kustlaan ·
Zeebrugge Lissewegsesteenweg ·
Zillebeke ·
Zwevegem P. Ferrardstraat ·
Zwevegem Stockerijstraat